# Miechów
Miechów là một thị trấn thuộc huyện Miechowski, tỉnh Małopolskie ở nam Ba Lan. Thị trấn có diện tích 15 km². Đến ngày 1 tháng 1 năm 2011, dân số của thị trấn là 11497 người và mật độ 742 người/km².